# Nesogobius pulchellus
Nesogobius pulchellus är en fiskart som först beskrevs av François Louis Nompar de Caumont de Laporte 1872.  Nesogobius pulchellus ingår i släktet Nesogobius och familjen smörbultsfiskar. Inga underarter finns listade i Catalogue of Life.